# Dipolo do oceano Índico

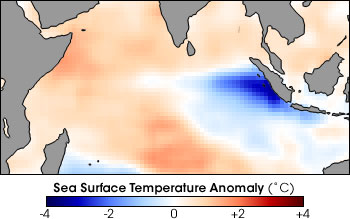
Temperatura da água em torno das Ilhas Mentawai durante o fenômeno em 1997

O Dipolo do Oceano Índico (do inglês IOD - Indian Ocean Dipole), também conhecido como El Niño do Índico, é um fenômeno oceanográfico meteorológico da região do oceano Índico. O dipolo consiste em uma oscilação não periódica das temperaturas da superfície do mar entre fases chamadas positivas (quando o lado oeste do Índico apresenta maiores temperaturas) e negativas (lado leste apresentando menores temperaturas), e foi identificado pelos pesquisadores pela primeira vez em 1999.